# Trace of EMUSIC
『Trace of EMUSIC』（トレース・オブ・エミュージック）は、新田恵海の1枚目のベスト・アルバムである。2017年7月19日にブシロードミュージック内のプライベートレーベルであるemitsunレーベル (EMTN) から発売された。
トータルプロデューサーは都田和志（エースクルー・エンタテインメント）、サウンドプロデュースはElements Garden。

## 背景とリリース
2014年にブシロードミュージックからアーティストデビューしてから2017年までの3年間の軌跡をまとめたベストアルバム。5月3日に本作の発売、アルバムタイトルの「Trace of EMUSIC」の名を冠したライブ『新田恵海LIVE「Trace of EMUSIC 〜THE LIVE〜 / 〜THE HISTORY〜」』が中野サンプラザで開催されることが発表された。
本作はCD2枚とBlu-ray Discの3枚組として発売。CDにはデビューシングル「笑顔と笑顔で始まるよ!」から4枚目のシングル「盟約の彼方」、1枚目のアルバム『EMUSIC』に収録された全楽曲と5枚目のシングル「ROCKET HEART」の表題曲をリマスタリングして収録、ベストアルバム新録曲として、「Smile again with you」、「Believe in (E)MUSIC」の2曲が収録される。Blu-ray Discには過去に発表されたミュージック・ビデオ全曲と本作のリード曲「Smile again with you」のMVが収録される。
6月16日に「Smile again with you」のMVショートバージョンが公開、21日にはフルバージョンが公開された。「Smile again with you」にはアレンジされた歴代シングルのメロディが使用されている。「Believe in (E)MUSIC」は新田が作詞を担当した。アルバムの最後に収録されているが、「終わりの曲にはしたくない」との想いから、敢えて始まり、これからを示唆するような言葉が使われている。また、「EMUSIC」が持つ3つの意味すべてが歌詞に組み込まれている。7月5日配信開始のラジオ番組『新田恵海のえみゅーじっく♪ろけっつ☆』第14回にて初公開された。

## メディアでの使用
探求Dreaming
テレビアニメ『探偵歌劇 ミルキィホームズ TD』エンディングテーマ。
想いよ届け
PS Vita版ゲーム『ひとつ飛ばし恋愛V』オープニングテーマ。
NEXT PHASE
テレビアニメ『カードファイト!! ヴァンガードG』エンディングテーマ。
優しい世界そして未来へ
オンラインゲーム『スカイ・ロア』テーマソング。
盟約の彼方
テレビアニメ『ラクエンロジック』エンディングテーマ。

## 収録トラック
| #         | タイトル                         | 作詞      | 作曲                         | 編曲                       | 時間  |
| --------- | -------------------------------- | --------- | ---------------------------- | -------------------------- | ----- |
| 1.        | 「Smile again with you」(新録曲) | 畑亜貴    | 上松範康 (Elements Garden)   | 菊田大介 (Elements Garden) | 05:17 |
| 2.        | 「EMUSIC」                       | 畑亜貴    | 上松範康                     | 藤間仁 (Elements Garden)   | 04:00 |
| 3.        | 「笑顔と笑顔で始まるよ!」        | 畑亜貴    | 上松範康                     | 菊田大介                   | 05:29 |
| 4.        | 「探求Dreaming」                 | 畑亜貴    | 上松範康                     | 岩橋星実 (Elements Garden) | 04:33 |
| 5.        | 「NEXT PHASE」                   | Satomi    | 藤田淳平 (Elements Garden)   | 藤田淳平                   | 04:28 |
| 6.        | 「盟約の彼方」                   | 唐沢美帆  | 藤永龍太郎 (Elements Garden) | 藤永龍太郎                 | 05:14 |
| 7.        | 「言葉より強く」                 | Satomi    | 藤間仁                       | 藤間仁                     | 03:55 |
| 8.        | 「OURS POWERS」                  | 畑亜貴    | 母里治樹 (Elements Garden)   | 母里治樹                   | 05:12 |
| 9.        | 「ROCKET HEART」                 | 畑亜貴    | 菊田大介                     | 菊田大介                   | 05:29 |
| 合計時間: | 合計時間:                        | 合計時間: | 合計時間:                    | 合計時間:                  | 43:37 |

| #         | タイトル                        | 作詞       | 作曲                       | 編曲       | 時間  |
| --------- | ------------------------------- | ---------- | -------------------------- | ---------- | ----- |
| 1.        | 「想像を超えた世界」            | Satomi     | 母里治樹                   | 母里治樹   | 04:47 |
| 2.        | 「想いよ届け」                  | rihoco     | 喜多智弘 (Elements Garden) | 喜多智弘   | 03:43 |
| 3.        | 「優しい世界そして未来へ」      | 畑亜貴     | 上松範康                   | 喜多智弘   | 04:22 |
| 4.        | 「Dear everyday」               | 海老根祐子 | 喜多智弘                   | 藤田淳平   | 03:43 |
| 5.        | 「Rainy*flower」                | 唐沢美帆   | 藤永龍太郎                 | 藤永龍太郎 | 04:45 |
| 6.        | 「WONDER! SHUTTER LOVE」        | 藤林聖子   | 岩橋星実                   | 岩橋星実   | 03:46 |
| 7.        | 「スピカ」                      | 唐沢美帆   | 藤田淳平                   | 藤田淳平   | 04:51 |
| 8.        | 「つなぐメロディー」            | 新田恵海   | 藤間仁                     | 藤間仁     | 03:51 |
| 9.        | 「きらめきを夢みて」            | 新田恵海   | 新田恵海                   | 母里治樹   | 04:33 |
| 10.       | 「Believe in (E)MUSIC」(新録曲) | 新田恵海   | 菊田大介                   | 菊田大介   | 05:21 |
| 合計時間: | 合計時間:                       | 合計時間:  | 合計時間:                  | 合計時間:  | 43:42 |

| #  | タイトル                              | 作詞 | 作曲・編曲 |
| -- | ------------------------------------- | ---- | ---------- |
| 1. | 「笑顔と笑顔で始まるよ!」(Music Clip) |      |            |
| 2. | 「探求Dreaming」(Music Clip)          |      |            |
| 3. | 「NEXT PHASE」(Music Clip)            |      |            |
| 4. | 「EMUSIC」(Music Clip)                |      |            |
| 5. | 「盟約の彼方」(Music Clip)            |      |            |
| 6. | 「ROCKET HEART」(Music Clip)          |      |            |
| 7. | 「Smile again with you」(Music Clip)  |      |            |

## 新田恵海 LIVE 「Trace of EMUSIC 〜THE LIVE・THE HISTORY〜」
『新田恵海 LIVE 「Trace of EMUSIC 〜THE LIVE・THE HISTORY〜」』（にったえみ ライブ トレース・オブ・エミュージック ザ・ライブ ザ・ヒストリー）は、2017年8月に中野サンプラザで開催されたライブ『新田恵海 LIVE 「Trace of EMUSIC 〜THE LIVE〜」』（8月8日）、『新田恵海 LIVE 「Trace of EMUSIC 〜THE HISTORY〜」』（8月9日）の両公演の模様を収録した新田恵海の3作目の映像作品（ライブ・ビデオ）である。
2018年1月17日にブシロードミュージック内のプライベートレーベルであるemitsunレーベル (EMTN) からBlu-ray Disc2枚組で発売された。発売形態は数量限定生産盤 (EMTN-10017) と通常盤 (EMTN-10018) の2種類で、数量限定生産盤は特製三方背BOX仕様で封入特典として本公演の模様を撮影した48ページの特製ブックレットが付属する。
2017年8月9日に行われた『新田恵海 LIVE 「Trace of EMUSIC 〜THE HISTORY〜」』にて、2017年8月末の株式会社Sとの専属契約の期間満了に伴い、新田が株式会社Sを退所することが発表された。
2017年10月31日にMUSIC ON! TVで『新田恵海 LIVE 「Trace of EMUSIC 〜THE HISTORY〜」』の独占・初放送が行われた。

### 収録内容

#### Disk1
LIVE Trace of EMUSIC 〜THE LIVE〜
1. ROCKET HEART
2. つなぐメロディー
3. WONDER! SHUTTER LOVE
4. Rainy*flower
5. 想いよ届け
6. 盟約の彼方
7. OURS POWERS
8. 笑顔と笑顔で始まるよ! (acoustic)
9. スピカ (acoustic)
10. 暁 (acoustic)
11. Dear everyday
12. 言葉より強く
13. 優しい世界そして未来へ
14. NEXT PHASE
15. 探求Dreaming
16. 想像を超えた世界
17. Believe in (E)MUSIC

〜Encore〜
1. Smile again with you
2. EMUSIC
3. きらめきを夢みて
4. Shine

#### Disk2
LIVE Trace of EMUSIC 〜THE HISTORY〜
1. 笑顔と笑顔で始まるよ!
2. 想像を超えた世界
3. 探求Dreaming
4. 想いよ届け
5. NEXT PHASE
6. 優しい世界そして未来へ
7. EMUSIC
8. 言葉より強く
9. Rainy*flower
10. Dear everyday
11. WONDER! SHUTTER LOVE
12. スピカ
13. OURS POWERS
14. きらめきを夢みて
15. 盟約の彼方
16. つなぐメロディー
17. ROCKET HEART
18. Shine
19. 暁
20. Smile again with you
21. Believe in (E)MUSIC